# 新豊根ダム
新豊根ダム（しんとよねダム）は、愛知県北設楽郡豊根村、一級河川・天竜川水系大入川に建設されたダムである。
国土交通省中部地方整備局と電源開発（J-POWER）が共同して管理を行う多目的ダムで、高さ116.5メートルのアーチ式コンクリートダムである。大入川および天竜川下流の治水と水力発電が目的である。特に水力発電事業は著名で、新豊根発電所は新豊根ダム湖（みどり湖）と佐久間ダム湖（佐久間湖）とで水を往来させ、最大112万5,000キロワットの電力を発生できる揚水発電所である。新豊根発電所の完成により、天竜川水系の水力発電能力はさらに増強され、日本有数の水力発電地帯となった。ダムによって形成された人造湖はみどり湖と命名された。

## 地理
大入川は天竜川の支流である大千瀬川（おおちせがわ）に合流する二次支流で、長さ30キロメートル・流域面積136.3平方キロメートルの河川である。愛知県の最高峰である茶臼山南麓を水源とする津具川（つぐがわ）と、茶臼山東麓を水源とする坂宇場川（さかうばがわ）が豊根村上黒川付近で合流して大入川となり、ダム地点を通過した後南に流路を変え、途中紅葉で知られる大入渓谷を形成したあと愛知・静岡県境付近で大千瀬川に合流する。合流後の大千瀬川は浜松市天竜区浦川で相川を併せ、静岡県立浜松湖北高等学校佐久間分校（旧・静岡県立佐久間高等学校）付近で天竜川に注ぐ。ダムは大入渓谷の上流部、古真立川との合流点下流に建設された。
なおダム湖の名前であるみどり湖であるが、長野県塩尻市（みどり湖）および山梨県北杜市（みどり湖 (山梨県)）にも同名の湖がある。

## 歴史
大千瀬川流域は愛知県内でも特に急峻な山岳地帯で、降水量も多く水力発電に適した地域であった。天竜川水系の電源開発計画を進めていた電源開発は佐久間ダム湖に水没した豊根発電所の代替施設として新たなる水力発電所の建設を計画。1962年（昭和37年）より大入川での調査を開始し、1968年5月に電源開発基本計画新規着工地点として大入川の発電用ダム建設が正式決定された。
その反面、大入川は大雨が降るたびに出水し、沿岸部は頻繁な水害に見舞われていた。特に1968年（昭和43年）8月の台風10号と、1969年（昭和44年）8月の水害では下流の静岡県磐田郡佐久間町（現・浜松市天竜区）浦川地区が二年連続で壊滅的な被害を受けている。愛知県は連年の水害を受けて大入川に治水ダムの建設を計画した。結果として電源開発と愛知県は同時期に、同地点でのダム建設を計画することとなり、最終的に大入川の河川管理者である愛知県が1971年（昭和46年）よりダム事業に参加する形で両者の共同事業による補助多目的ダムとしての大入川総合開発事業、新豊根ダム建設が進められた。
しかし、当の浦川地区住民は天竜川の水害を下流の秋葉ダムが原因であるとして秋葉ダム撤去を訴え、新豊根ダム建設にも反対した。水没世帯が100世帯に及ぶこともあいまって、1962年に調査を開始して以来補償交渉や住民の説得に注力、交渉も妥結し1969年（昭和44年）7月から本格的な建設が開始された。ダム工事は電源開発が施工を担当することになり1972年（昭和47年）に本体工事が竣工、1973年（昭和48年）8月にはすべての事業が完成し運用が開始された。
建設当初の事業主体は電気事業者であるJ-POWER（発電事業担当）と河川管理者である愛知県（治水事業担当）であったが、その後治水事業は1973年（昭和48年）に建設省中部地方建設局（現・国土交通省中部地方整備局）が策定した天竜川治水の基本計画である「天竜川水系工事実施基本計画」において美和ダム（三峰川）や小渋ダム（小渋川）と連携した治水整備が新たに定められた。このことから同年、ダムは天竜川水系の重要な河川管理施設として愛知県から建設省へ事業が移管され、現在は河川法第17条に基づく兼用工作物として国土交通省とJ-POWERとが共同で管理している。このため大入川はみどり湖上流端よりダム直下流部までの区間については、国土交通省による直轄管理河川区域（特定水利）となっている（その他の区間は愛知県が管理している）。

## 目的
新豊根ダムは天竜川水系で完成しているダムの中では佐久間ダムに次ぐハイダムである。また型式はダム地点の基礎岩盤が堅固な花崗岩（かこうがん）であることからコンクリート量を節減することで経済性に優れたアーチ式コンクリートダムとした。この型式は天竜川水系においては小渋ダムと新豊根ダムの二つだけである。目的は洪水調節と水力発電である。
洪水調節については「天竜川水系工事実施基本計画」に定められた形で進められ、美和ダム・小渋ダムと連携した治水を図る。ダム地点において1968年・1969年の水害を基準とした基本高水流量である毎秒1,800トンの洪水を毎秒700トンカットし、下流には毎秒1,100トン放流する。この後現在計画が進められている戸草ダム（三峰川）や佐久間ダムの再開発事業による洪水調節機能付加により、さらなる治水強化が図られる予定である。

### 新豊根発電所

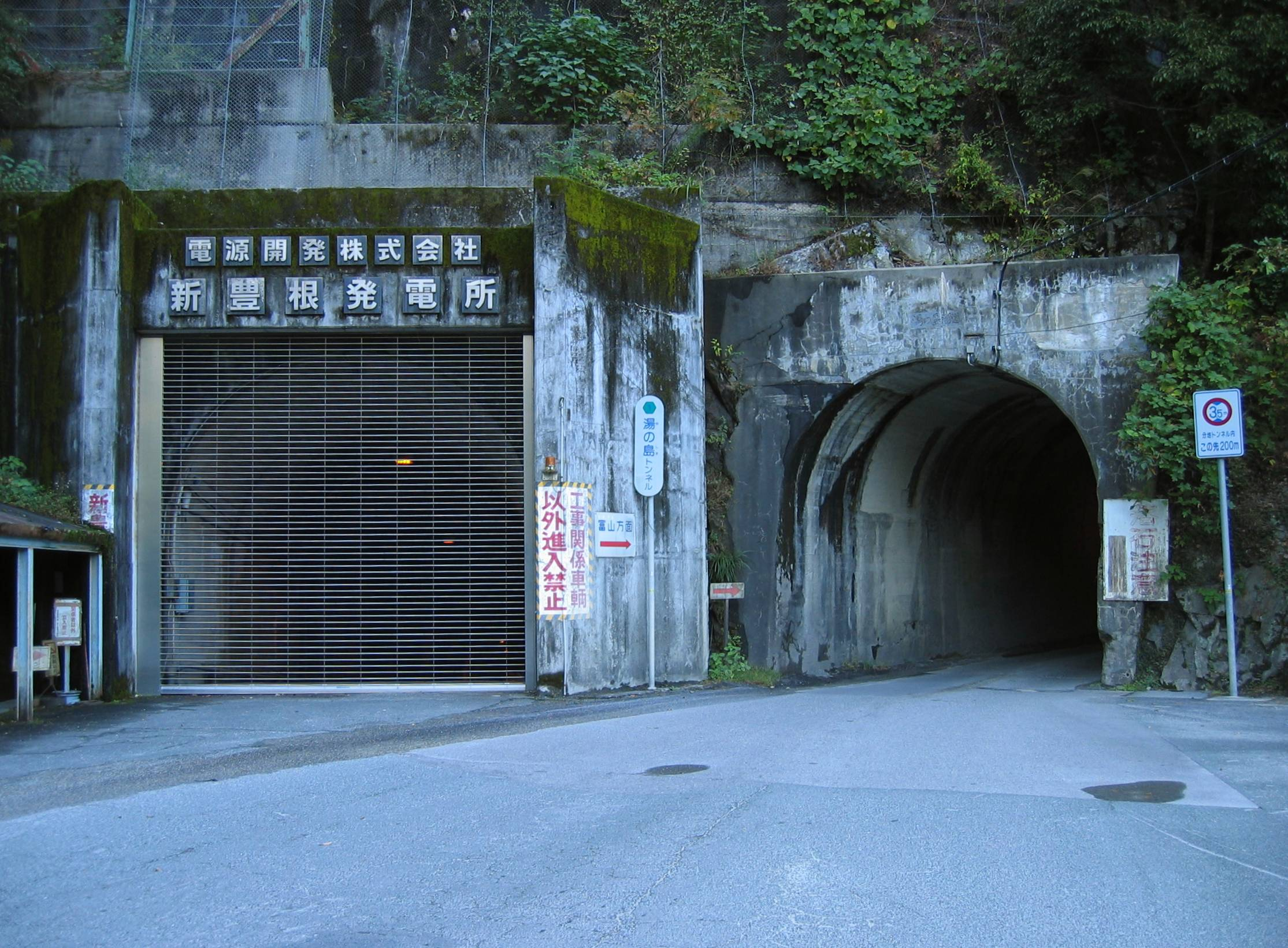
新豊根発電所入口。佐久間ダムから長野県道・愛知県道・静岡県道1号飯田富山佐久間線を北上し、湯の島トンネル手前にある。

新豊根発電所は、J-POWERの大規模な水力発電所。新豊根ダム湖（みどり湖）を上池に、佐久間ダム湖（佐久間湖）を下池に利用している揚水発電所である。地理的にはちょうど東西商用電源周波数の境界近くに位置し、50ヘルツ機を2台、60ヘルツ機を2台、50 / 60ヘルツ両用機を1台、合計5台の立軸フランシスポンプ水車発電電動機を設置。最大112万5,000キロワットの電力を発生させることができる。計画では年間発電電力量を8億7,400万キロワット時と見込んでいるが、大半は佐久間ダム湖よりくみ上げた水で発生させた電力である。新豊根ダム湖に自然流入する水で発生できる電力の量は1億2,700万キロワット時と、全体の15パーセントにも満たない。
新豊根ダム湖の水は左岸の取水口より取り入れ導水路トンネルによって2キロメートルほど東に離れた発電所まで送水されている。発電所は人工の地下空間内にあり、長野県道・愛知県道・静岡県道1号飯田富山佐久間線沿いにその入口がある。付近の公園には新豊根発電所の案内板や殉職者の慰霊碑、公衆トイレがある。

## 周辺
新豊根ダムが形成するダム湖の名前はみどり湖という。これは一般公募により命名されたものである。
ダム周辺は公園として整備されており、乗用車十数台が駐車できる駐車場や、新豊根ダムの案内板、公衆トイレがある。堤頂は歩道になっており、左岸から右岸のインクライン手前まで自由に見学できる。

### ギャラリー

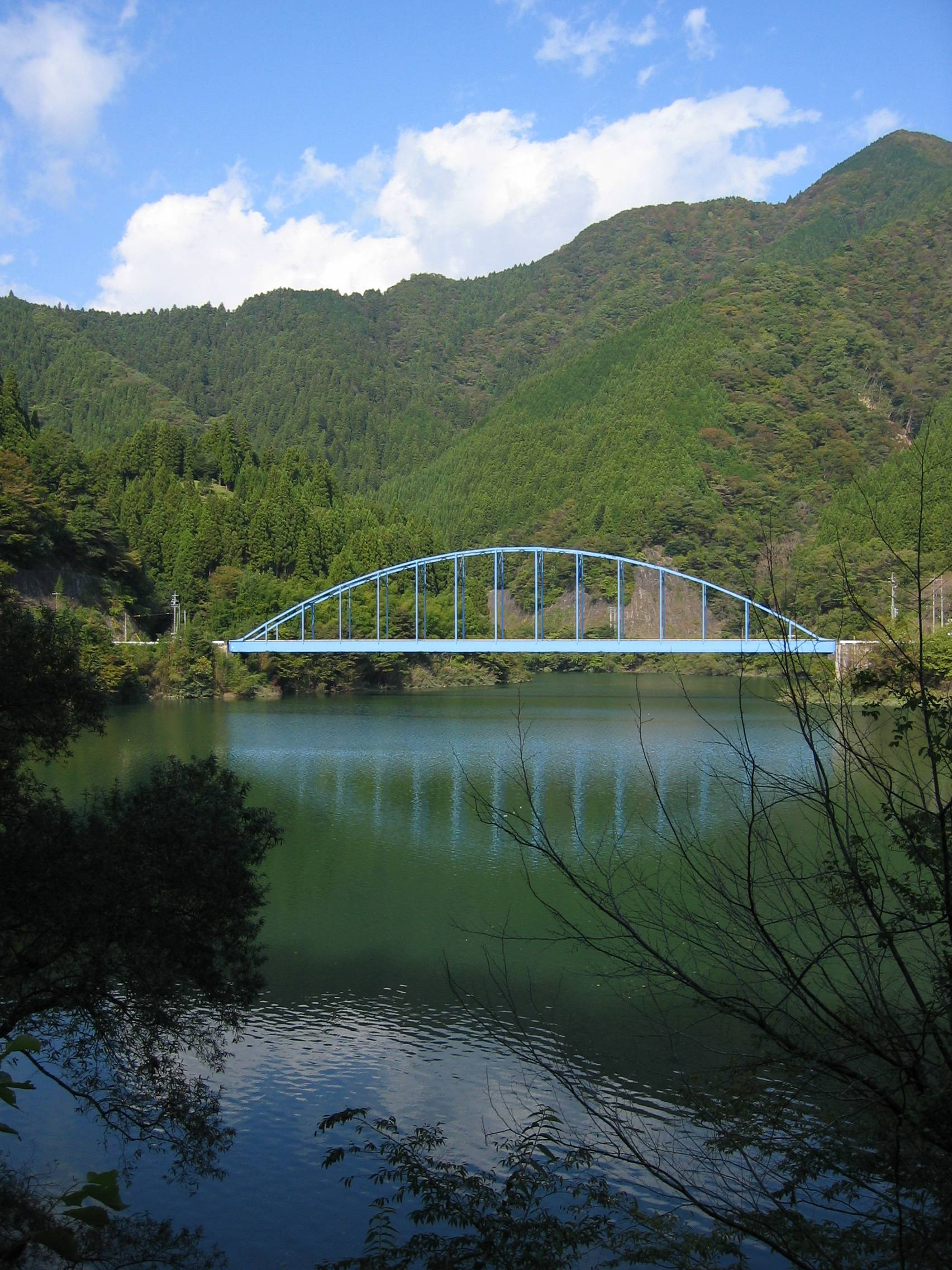
豊根大橋
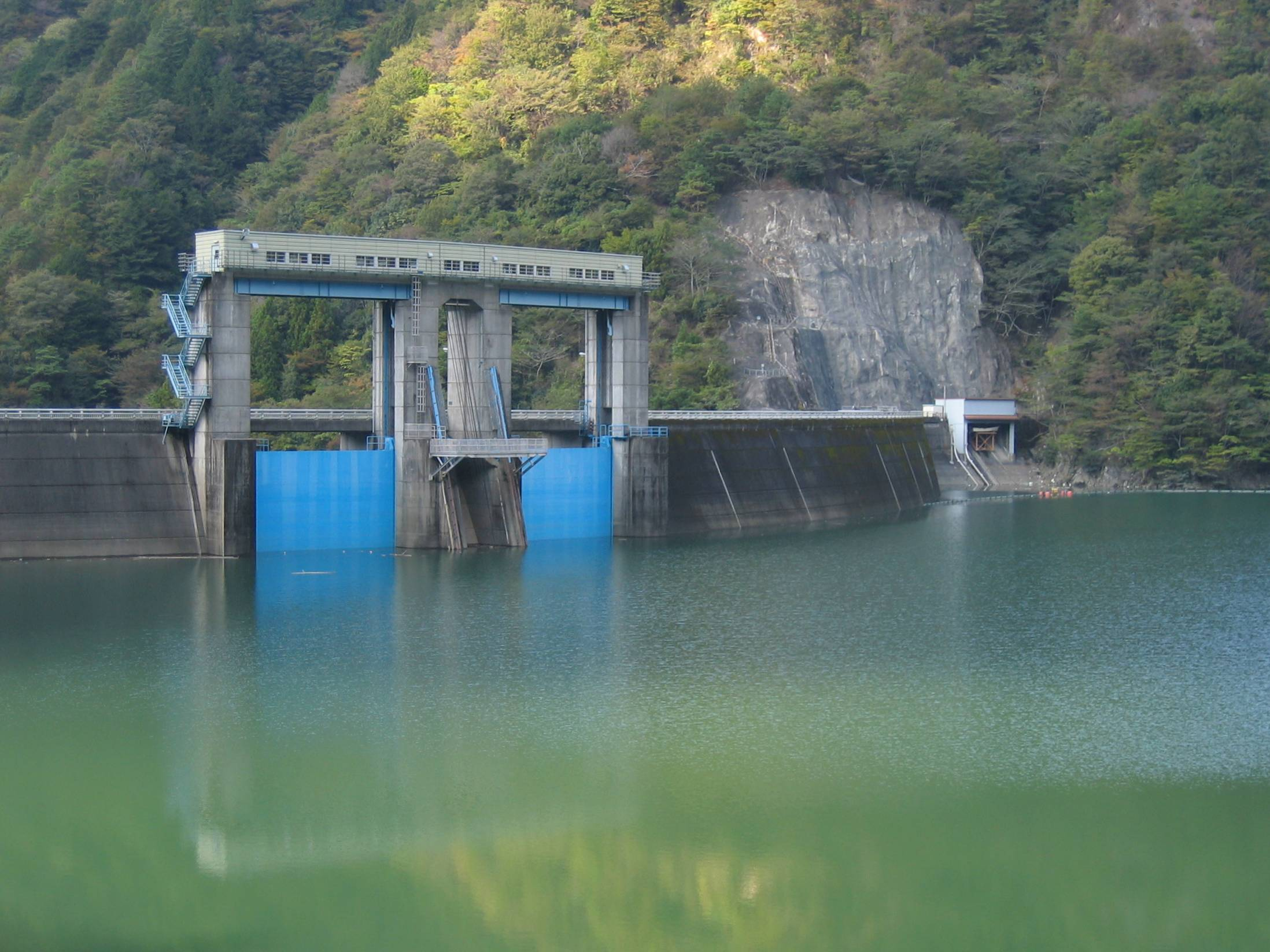
新豊根ダム上流側
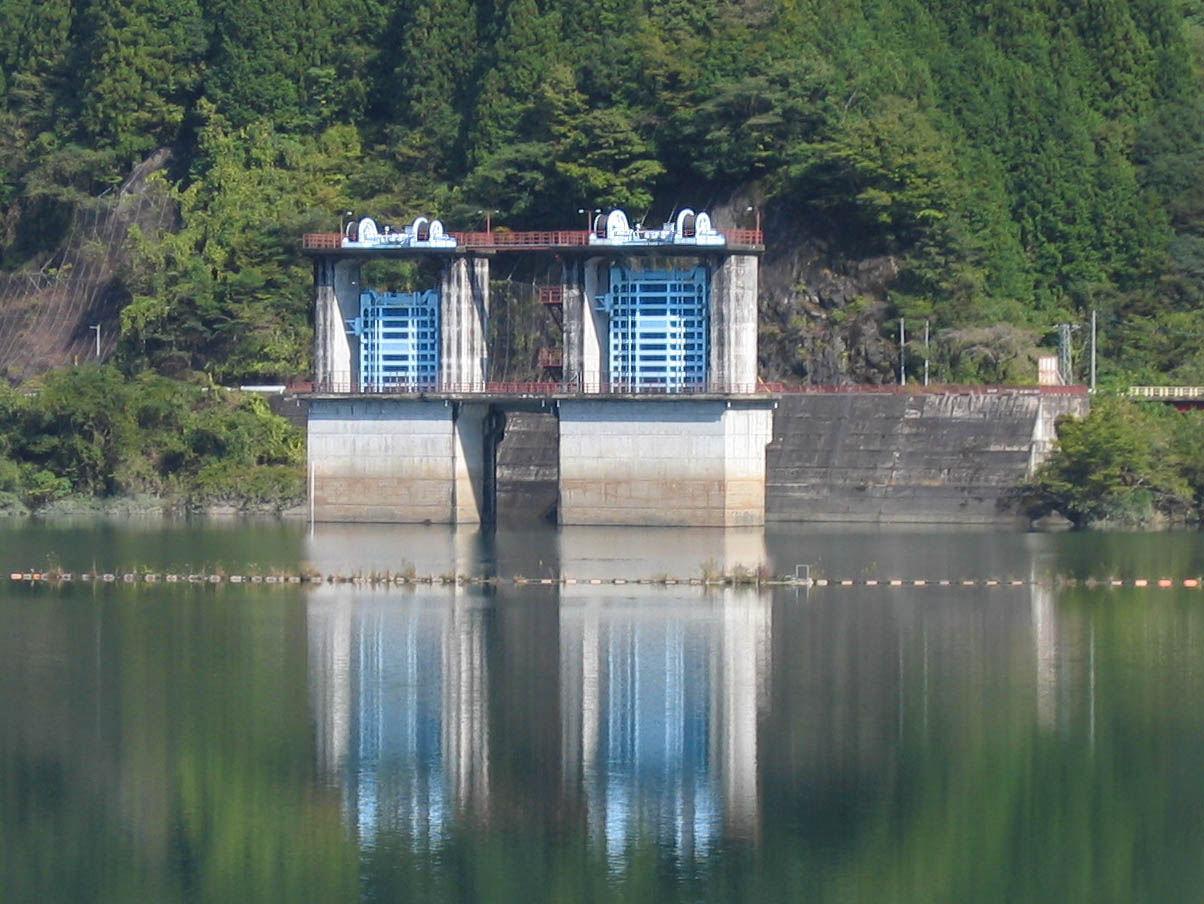
新豊根発電所取水口
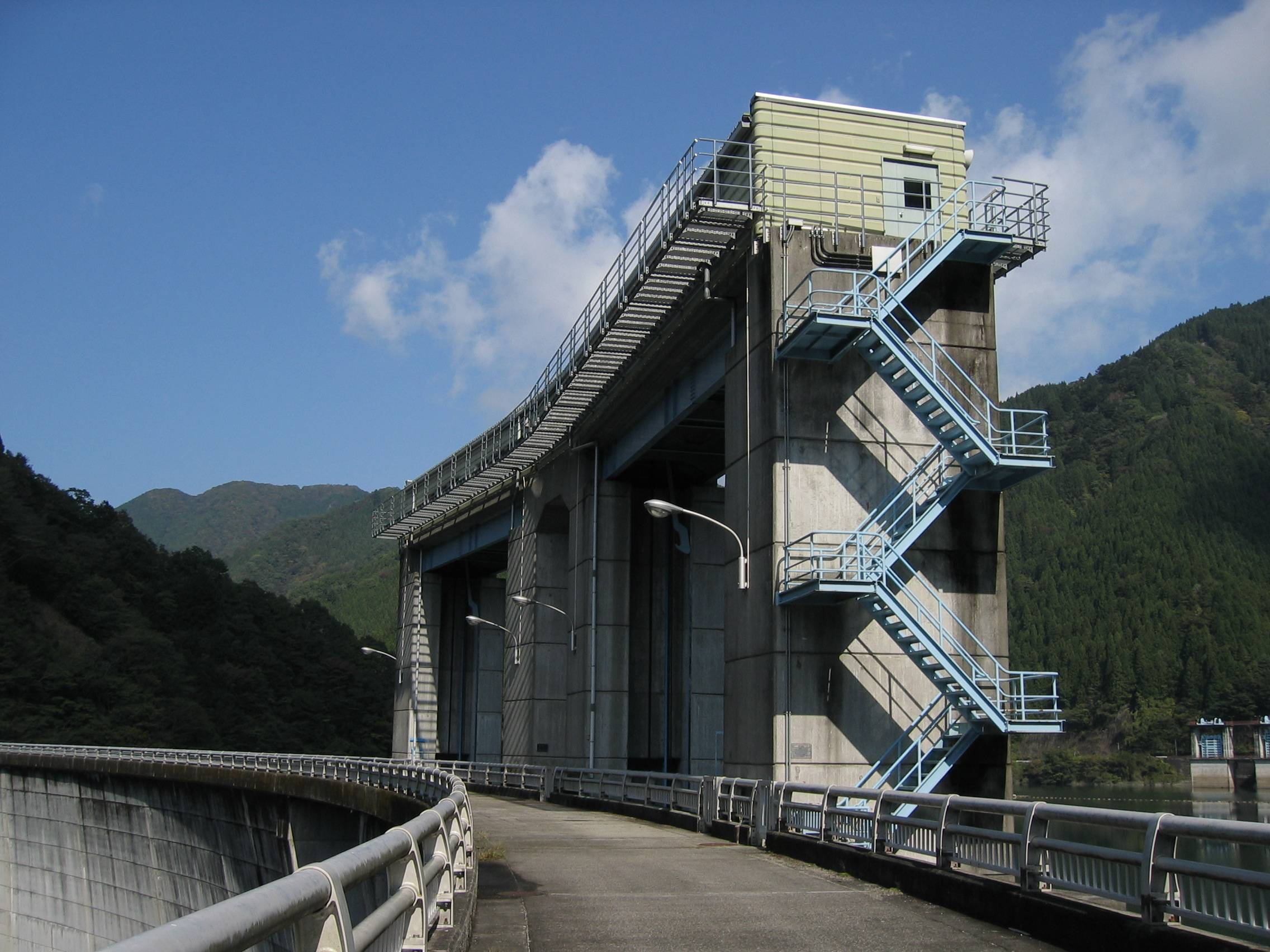
堤頂部の放流ゲート
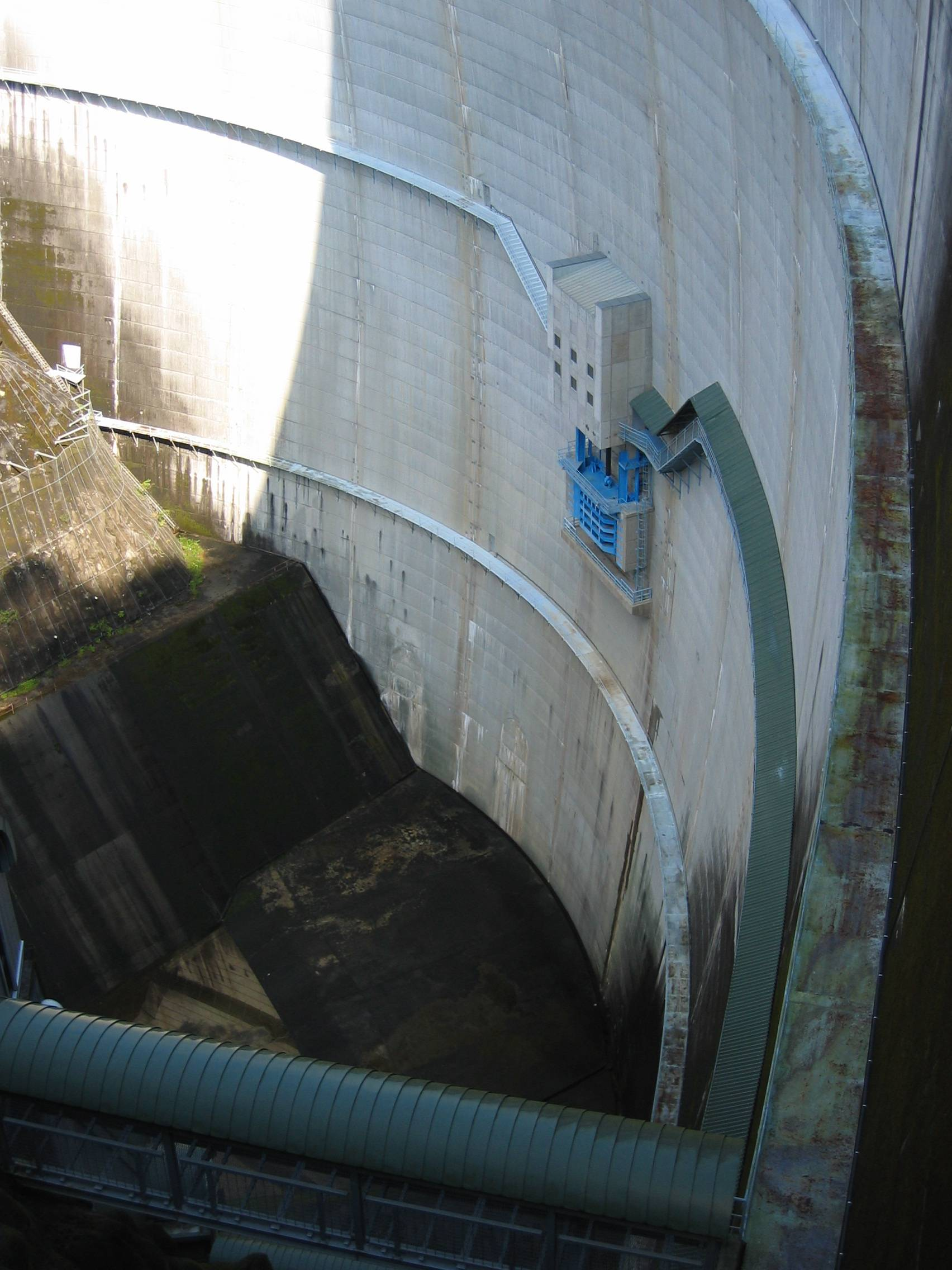
ダム下部には放流ゲートを1門装備
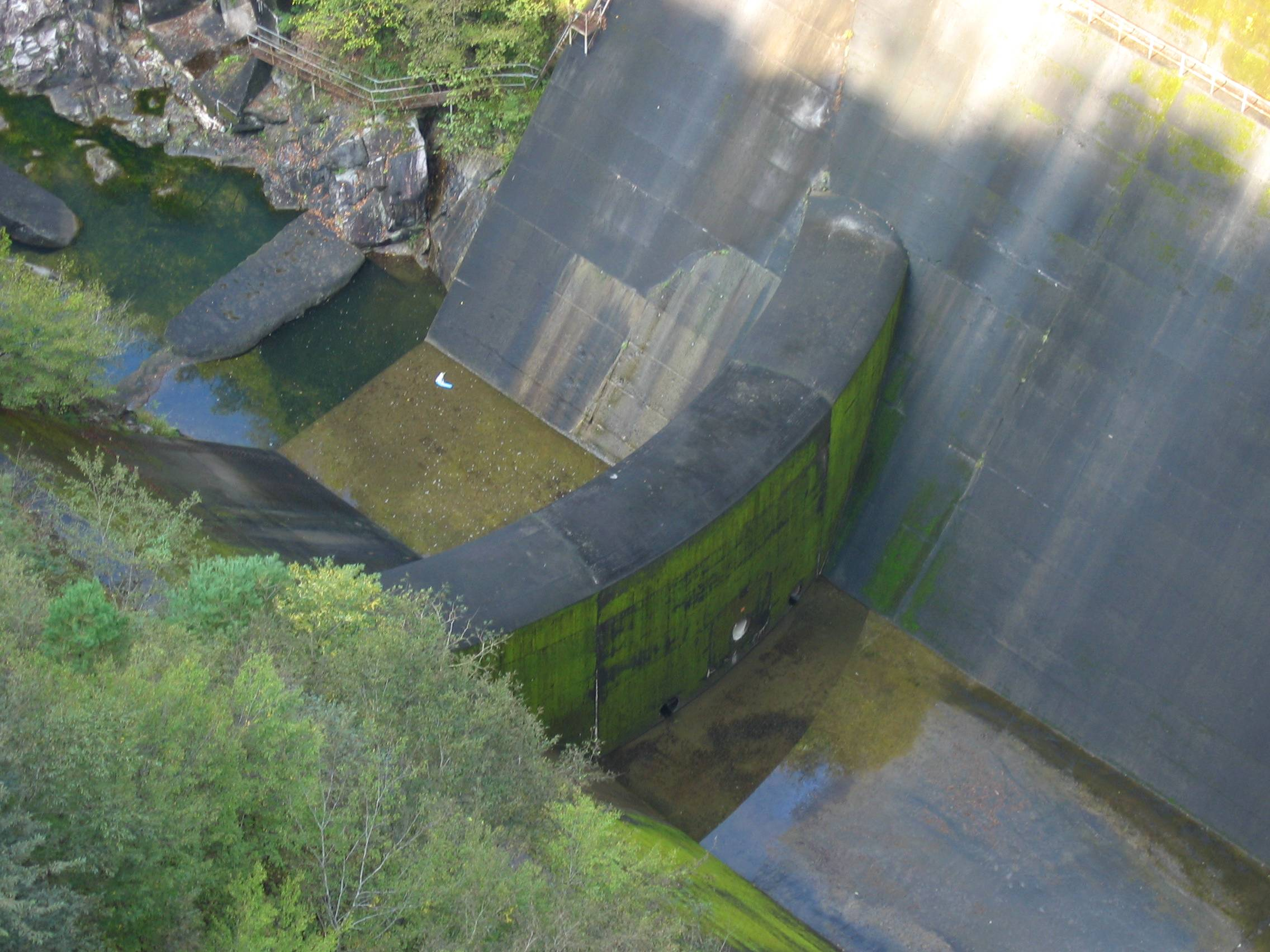
新豊根ダム直下、アーチ形の副ダム
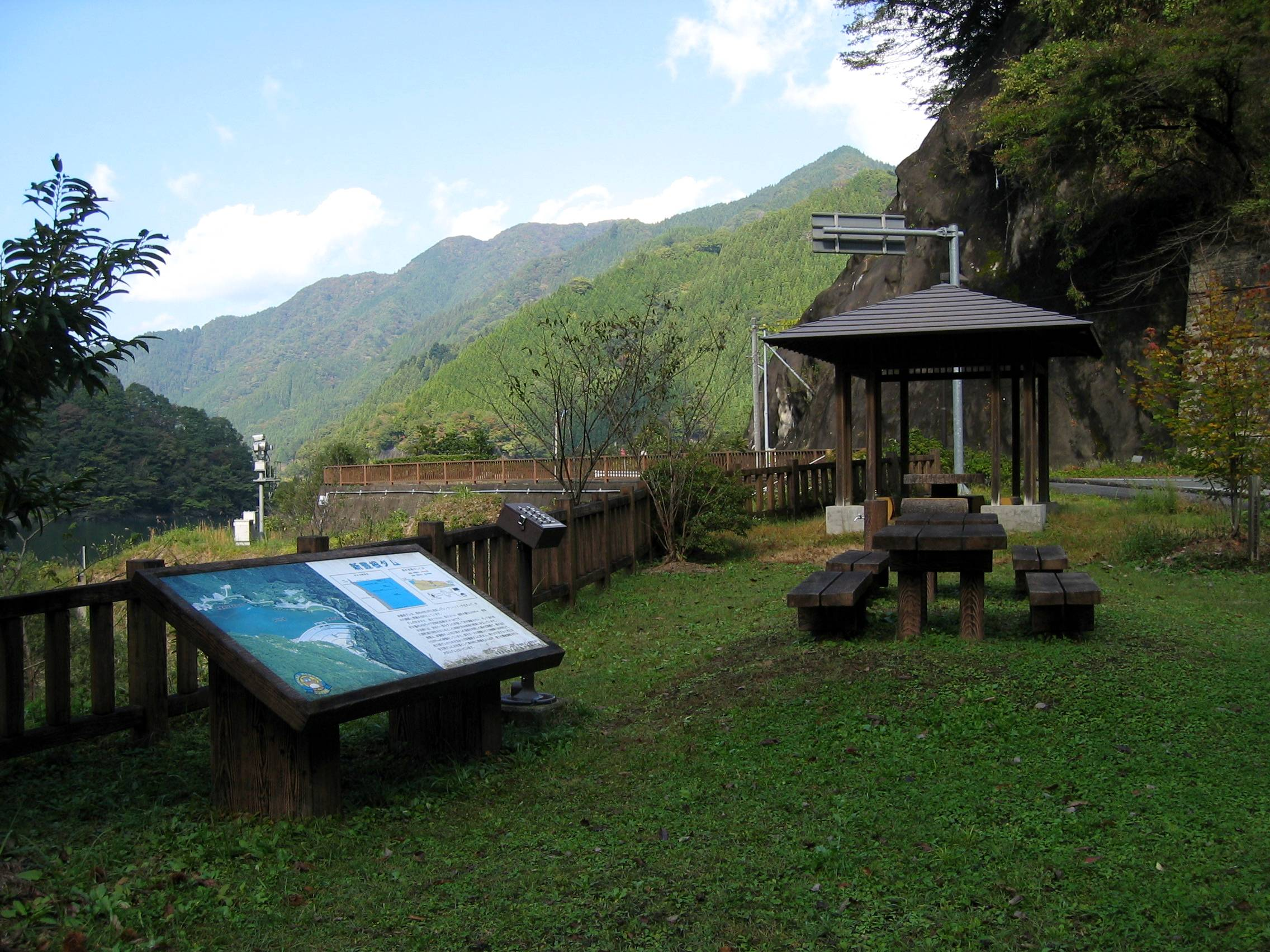
ダム周辺の公園
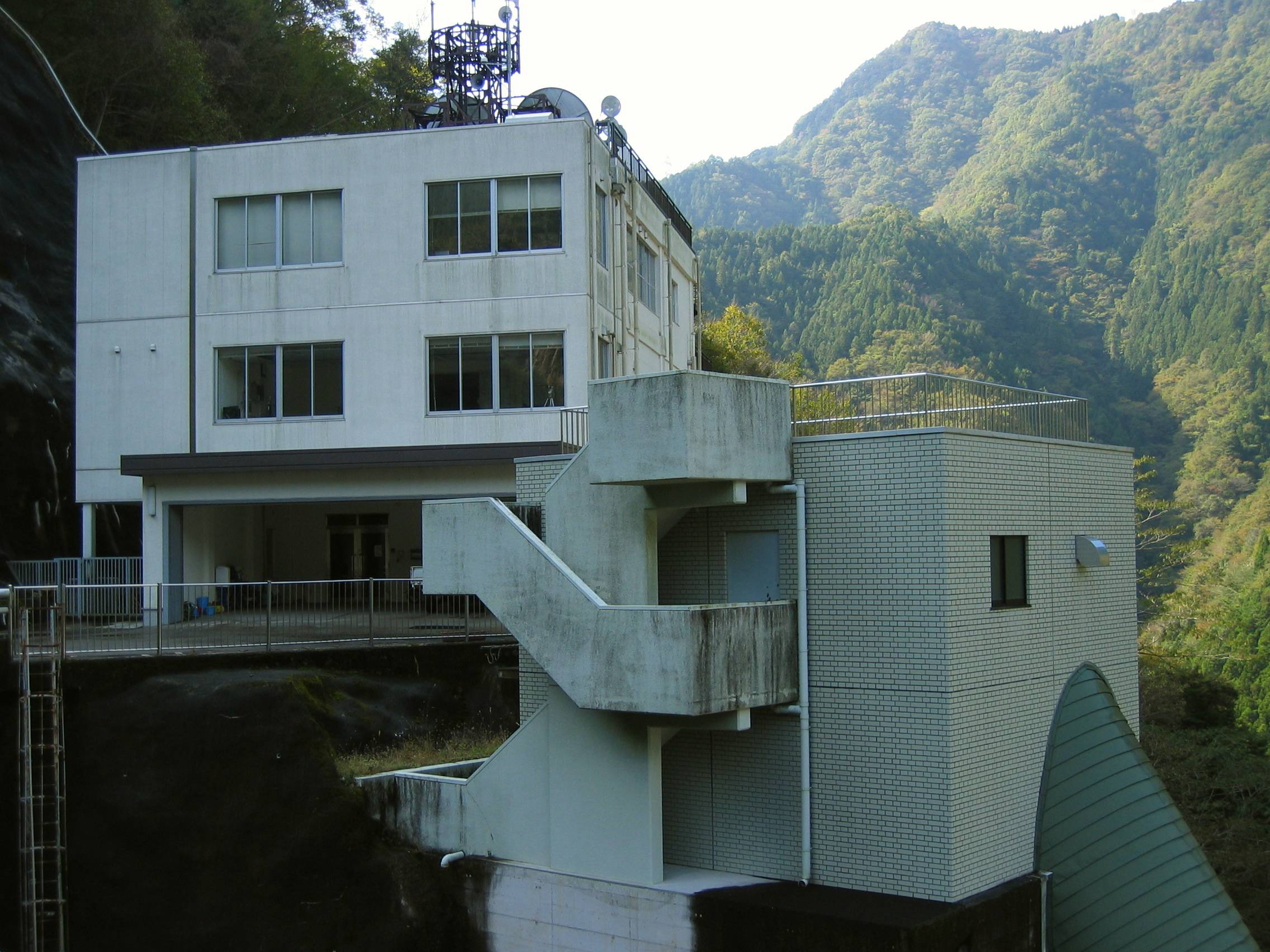
ダム操作室
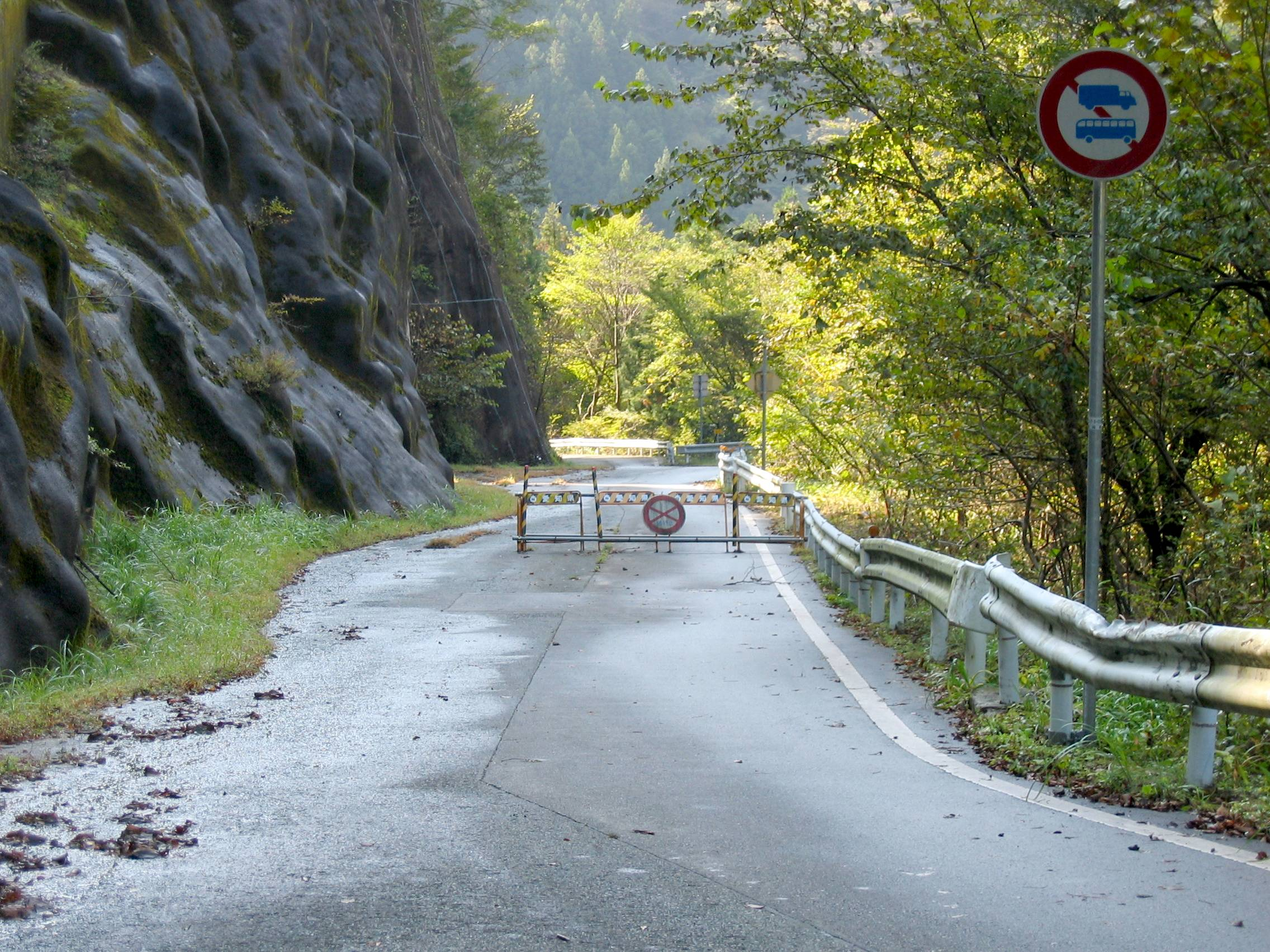
新豊根ダムから大入トンネルを抜けるとすぐ通行止めに

## アクセス
国道151号から愛知県道428号古真立津具線、愛知県道429号古真立佐久間線を豊根村役場・新豊根ダム・みどり湖方面に進み、豊根大橋を渡れば間もなく到着する。
高速道路を利用する場合は新東名高速道路の新城インターチェンジ又は東名高速道路の豊川インターチェンジを下車し国道151号を北上するか、あるいは中央自動車道の飯田インターチェンジを下車し国道151号を南下する経路がある。
地理的には佐久間ダムに近く、国道473号浦川あたりから大入川に沿って愛知県道429号古真立佐久間線を北上、天竜奥三河国定公園に指定されている大入渓谷を走る道路があるが、豪雨災害により通行止めとなっており、この経路で訪問することは不可能である（愛知県道429号の項目を参照）。

## 参考資料
- 『日本の多目的ダム』1972年版：建設省河川局監修・全国河川総合開発促進期成同盟会編。山海堂 1972年
- 『ダム便覧 2006』：日本ダム協会。2006年